# Jako dým
Jako dým (v anglickém originále Holy Smoke) je australský dramatický film z roku 1999. Režisérkou filmu je Jane Campion. Hlavní role ve filmu ztvárnili Kate Winslet, Harvey Keitel, Julie Hamilton, Tim Robertson a Sophie Lee.

## Obsazení
| Kate Winslet   | Ruth Barron    |
| Harvey Keitel  | P.J. Waters    |
| Julie Hamilton | Miriam Barron  |
| Tim Robertson  | Gilbert Barron |
| Sophie Lee     | Yvonne         |
| Daniel Wyllie  | Robbie         |
| Paul Goddard   | Tim            |
| Pam Grier      | Carol          |